# Hrabstwo Ashtabula
Hrabstwo Ashtabula (ang. Ashtabula County) – hrabstwo w Stanach Zjednoczonych, w stanie Ohio. Według danych z 2000 roku hrabstwo miało 102 728 mieszkańców.

## Geografia
Ashtabula jest największym hrabstwem w stanie Ohio pod względem powierzchni. Według United States Census Bureau hrabstwo zajmuje powierzchnię 3544 km², z czego 1819 km² zajmuje ląd, a 1725 km² woda (48,67%).

### Miasta
- Ashtabula
- Conneaut
- Geneva

### CDP
- Austinburg
- Edgewood

### Wioski
- Andover
- Geneva-on-the-Lake
- Jefferson
- North Kingsville
- Orwell
- Roaming Shores
- Rock Creek

### Sąsiednie hrabstwa
- Hrabstwo Erie (północny wschód)
- Hrabstwo Crawford (wschód)
- Hrabstwo Trumbull (południe)
- Hrabstwo Geauga (południowy zachód)
- Hrabstwo Lake (północny zachód)